# 特羅斯強齊
49°4′1″N 24°56′6″E / 49.06694°N 24.93500°E
特羅斯強齊（烏克蘭語：Тростянці）是位於烏克蘭西部特諾皮爾州裏喬爾特基夫區的村莊，始建於1260年，面積2.68平方公里，2001年人口1,260，人口密度每平方公里178.4人。